# Nhóm ngôn ngữ Munda

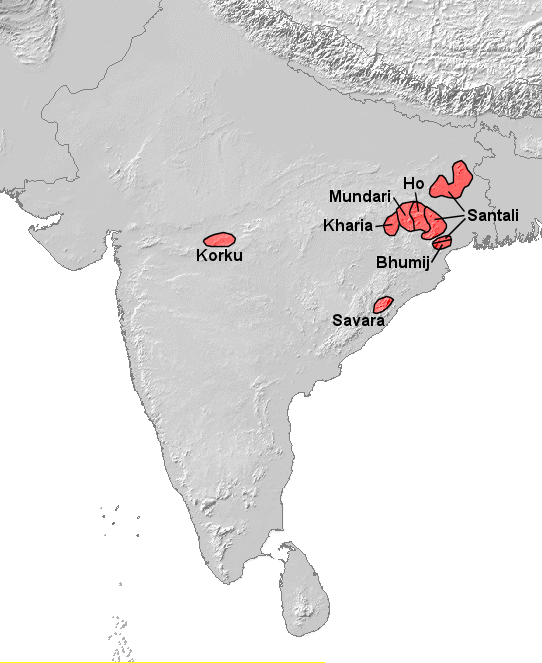
Phân bố lượng người sử dụng các ngôn ngữ Munda tại Ấn Độ

Nhóm ngôn ngữ Munda là một nhánh của ngữ hệ Nam Á, được khoảng 9 triệu người ở miền trung và miền đông Ấn Độ và Bangladesh sử dụng.
Nhóm ngôn ngữ này nói chung được đặt ở vị trí đối lập với nhóm ngôn ngữ Môn-Khmer ở Đông Nam Á, nghĩa là chúng có quan hệ họ hàng xa với tiếng Việt và tiếng Khmer. Nguồn gốc của nhóm ngôn ngữ này vẫn chưa được xác định, nhưng có giả thuyết cho rằng đây là những ngôn ngữ bản địa đã bị suy giảm tầm quan trọng ở miền đông Ấn Độ. Ho, Munda và Santal là những ngôn ngữ tiêu biểu trong nhóm ngôn ngữ này.
Nhóm ngôn ngữ này thường được chia làm hai ngữ chi: ngữ chi Bắc Munda, được nói tại cao nguyên Chota Nagpur ở Jharkhand, Chhattisgarh, Bengal, và Odisha, và ngữ chi Nam Munda, được dùng ở miền Trung Odisha và dọc ranh giới bang Andhra Pradesh và Odisha.
Ngữ chi Bắc Munda, tiêu biểu là ngôn ngữ Santhal, là ngữ chi lớn hơn, chiếm khoảng 9/10 số người nói trong nhóm ngôn ngữ Munda. Ngôn ngữ Munda và ngôn ngữ Ho chiếm số lượng người nói nhiều tiếp sau ngôn ngữ Santhal. Tiếp theo là ngôn ngữ Korku và Sora. Các ngôn ngữ còn lại trong ngữ chi được nói bởi các nhóm dân tộc nhỏ, sống cách biệt và hầu như không được biết đến.
Đặc điểm của nhóm ngôn ngữ Munda là ba số (số ít, số hai, và số nhiều), hai giống (động vật và phi động vật), có phân biệt "chúng tôi" với "chúng ta" và có sử dụng hoặc là hậu tố hoặc trợ từ để chia thì. Trong hệ thống ngữ âm Munda, đa phụ âm không được dùng thường xuyên trừ trường hợp nó đứng giữa một từ. Ngoại trừ ở ngôn ngữ Korku với các âm tiết thể hiện sự khác nhau khi đi với thanh điệu cao và thanh điệu thấp, các ngôn ngữ Munda còn lại đều có ngữ điệu theo quy luật.

## Phân loại
Nhóm ngôn ngữ Munda được nhất trí chia làm năm nhánh. Tuy nhiên, mối liên hệ giữa các nhánh vẫn còn là đề tài tranh cãi.

### Diffloth (1974)
Hệ thống phân đôi của Diffloth (1974) được chấp nhận rộng rãi hơn:
- Munda
  - Bắc Munda
    - Korku
    - Kherwari
      - Nhánh Kherwari: Agariya, Bijori, Koraku
      - Nhánh Mundari: Mundari, Bhumij, Asuri, Koda, Ho, Birhor
      - Nhánh Santhali: Santhali, Mahali, Turi

  - Nam Munda
    - Kharia-Juang: Kharia, Juang
    - Koraput Munda
      - Nhánh Remo: Gata (Gta), Bondo (Remo), Bodo Gadaba (Gutob)
      - Nhánh Savara [Sora-Juray-Gorum]: Parengi (Gorum) [ở huyện Koraput], Sora (Savara), Juray, Lodhi

### Anderson (1999)
Gregory Anderson vào năm 1999 đề nghị phân loại như sau: Các ngôn ngữ riêng lẻ được viết nghiêng.
- Munda
  - Bắc Munda (2 nhánh)
    - Korku
    - Kherwari
      - Santhali
      - Mundari

  - Nam Munda (3 nhánh)
    - Kharia-Juang
      - Juang
      - Kharia

    - Sora-Gorum
      - Sora
      - Gorum

    - Gutob-Remo-Gtaʔ
      - Gutob-Remo
        - Gutob
        - Remo

      - Proto-Gtaʔ
        - Plains Gtaʔ
        - Hill Gtaʔ

Tuy nhiên, năm 2001, Anderson tách Juang và Kharia ra từ nhánh Juang-Kharia và bỏ Gtaʔ từ nhánh cũ Gutob-Remo-Gtaʔ. Do đó, đề xuất năm 2001 của ông có năm nhánh cho phân nhóm Nam Munda.

### Anderson (2001)
Anderson (2001) tuân theo Diffloth (1974), ngoại trừ việc phủ nhận tính hợp lệ của Koraput. Thay vì thế, ông đề nghị, trên nền tảng của các so sánh hình thái học, phân nhóm Tiền-Nam Munda nên được chia trực tiếp thành 3 nhóm con của Diffloth: Kharia-Juang, Sora-Gorum (Savara), và Gutob-Remo-Gtaʼ (Remo).
Theo ông, phân nhóm Nam Munda bao gồm năm nhánh sau, còn phân nhóm Bắc Munda thì vẫn giữ nguyên như cách phân loại của Diffloth (1974) và Anderson (1999).
Proto-Sora-Gorum   Proto-Juang <- -> Proto-Kharia <- -> Proto-Gutob-Remo <- -> Proto-Gtaʔ

- Lưu ý: <- -> = chia sẻ một số đường đồng ngữ đổi mới nhất định (cấu trúc, từ vựng học). Trong ngôn ngữ học Austronesia và Papua, điều này được Malcolm Ross gọi là "sự liên hợp".

### Diffloth (2005)
Tuy thế, Diffloth (2005) lại giữ Koraput nhưng bỏ phân nhóm Nam Munda và phân Kharian-Juang vào nhóm Bắc:
|  | Remo   |
|  |        |
|  | Savara |
|  |        |

|           | Kharian-Juang                                      |
|           |                                                    |
| Bắc Munda | \| \| Korku \| \| \| \| \| \| Kherwari \| \| \| \| |
|           | \| \| Korku \| \| \| \| \| \| Kherwari \| \| \| \| |
|           | Korku                                              |
|           |                                                    |
|           | Kherwari                                           |
|           |                                                    |

|  | Korku    |
|  |          |
|  | Kherwari |
|  |          |

|  | Remo   |
|  |        |
|  | Savara |
|  |        |

|           | Kharian-Juang                                      |
|           |                                                    |
| Bắc Munda | \| \| Korku \| \| \| \| \| \| Kherwari \| \| \| \| |
|           | \| \| Korku \| \| \| \| \| \| Kherwari \| \| \| \| |
|           | Korku                                              |
|           |                                                    |
|           | Kherwari                                           |
|           |                                                    |

|  | Korku    |
|  |          |
|  | Kherwari |
|  |          |